# Michael Kraus
Michael Kraus (n. 26 septembrie 1955, Gladbeck, Republica Federală Germania, Germania) este un înotător german, medaliat olimpic. A participat la o ediție a Jocurilor Olimpice (1976) în care a câștigat o medalie de bronz.

## Participări
Lista de mai jos prezintă principalele competiții la care a participat Michael Kraus de-a lungul carierei.
- swimming at the 1976 Summer Olympics – men's 4 × 100 metre medley relay[*]